# Pinirampus
Pinirampus is een monotypisch geslacht van straalvinnige vissen uit de familie van de antennemeervallen Pimelodidae).

## Soort
- Pinirampus pirinampu (Spix & Agassiz, 1829)